# 沙恩霍斯特號戰艦
沙恩霍斯特号（德語：Scharnhorst）是纳粹德国海军建造的两艘沙恩霍斯特级战列舰的首舰，得名于前普鲁士将军暨军事改革家格哈德·冯·沙恩霍斯特，其唯一的姊妹舰为格奈森瑙号。该舰由威廉港的战争海军造船厂承建，自1935年6月15日开始铺设龙骨，1936年10月3日下水，至1939年1月7日交付使用。它在三座三联装炮塔中装备有九门283毫米34式速射炮；用双联装炮塔搭载六门380毫米34式速射炮来替换这些火炮的计划则从未实施。
沙恩霍斯特号和格奈森瑙号于第二次世界大战早期的大部分时间里都共同作战，包括出击进入大西洋袭击英国商船。在首次行动中，沙恩霍斯特号仅通过短暂的交火便击沉了武装商船巡洋舰拉瓦尔品第号（1939年11月）。两舰也参加了1940年4月至6月德国入侵挪威的威悉演习行动；在挪威附近的行动中，它们与战列巡洋舰声望号交火，击沉了航空母舰光荣号及其护航驱逐舰阿卡斯忒号和炽热号。沙恩霍斯特号甚至在此役取得了人类海军史上最远距离之一的舰炮命中。1942年初，在经历了英国的一系列轰炸袭击后，两艘沙恩霍斯特级舰只成功从德占法国沿英吉利海峡冲刺回德国。一年后，沙恩霍斯特号远赴挪威与俾斯麦级提尔皮茨号战列舰会合，共同拦截盟军前往苏联的护航船队。它和几艘驱逐舰从挪威出发攻击一支护航船队，但遭英国海军巡逻队拦截。在由此引发的北角海战（1943年12月26日）中，英国战列舰约克公爵号率领的一支部队击沉了沙恩霍斯特号。全舰1,968名船员中仅36人幸存。

## 设计

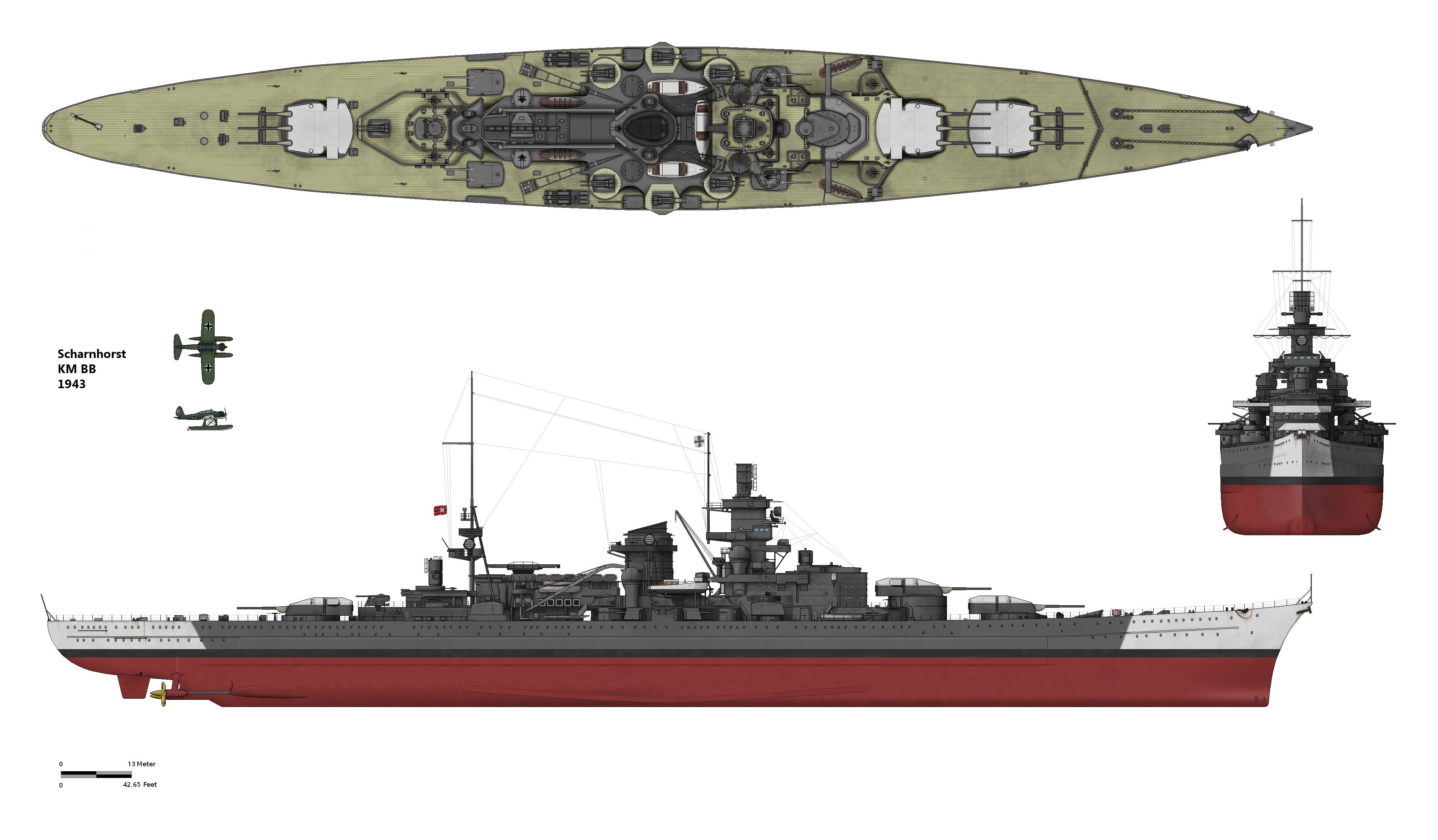
1943年的沙恩霍斯特号布局图

沙恩霍斯特号的水线长度和全长分别为226米和234.9米，有30米的舷宽以及最大9.9米的吃水深度。舰只设计的标准排水量为32,100吨，满载排水量则可达38,100吨。其推进是由三台布朗-博韦里齿轮传动蒸汽轮机提供动力，总功率为161,764匹公制馬力（159,551匹軸馬力；118,977千瓦特），在速度试验中可达到31.5節（58.3每小時）的最高航速。其标准船员编制为56名军官及1,613名水兵，在战争期间增加到60名军官和1,780名水兵。而当担任分舰队旗舰时，则可额外再增加10名军官和61名水兵。
该舰的主炮由装备在三座三联装炮塔内的九门283毫米C/34式54.5倍径速射炮组成，其中的两座炮塔以背负式布局置于前部（“安东”和“布鲁诺”），一座位于后部（“采撒”）。该设计还使舰只能够换装六门380毫米炮，但这从未实现。沙恩霍斯特号的副炮为十二门150毫米C/28式55倍径速射炮，其中八门安装在双联装炮塔上，其余四门则为独立炮塔。防空武器则包括有十四门105毫米C/33式65倍径高射炮、十六门37毫米83倍径炮，以及最初的十门20毫米炮。20毫米炮的数量最终增加到三十八门。1942年，该舰还安装了从轻巡洋舰莱比锡号和纽伦堡号拆下的六具533毫米甲板鱼雷发射管。
沙恩霍斯特号的装甲带在中央堡垒的部分达到350毫米厚，用于保护弹药舱及轮机舱。其装甲甲板在平面部分的厚度为20－40毫米，在与装甲带底部相连的斜面部分则增加至105毫米。主炮塔的正面和侧面分别配有360毫米和200毫米厚的装甲板。司令塔的侧面厚度也有350毫米。

## 历任舰长
沙恩霍斯特号在入役时受海军上校奥托·齐里亚克斯指挥，但他担任舰长的时间很短。1939年9月，齐里亚克斯因病告假，由海军上校库尔特-凯撒·霍夫曼接替了他的职务。霍夫曼担任该舰舰长直到1942年。1942年4月1日，已晋升为海军少将并获颁骑士铁十字勋章的霍夫曼将舰只的指挥权移交予海军上校弗里德里希·许夫迈尔。1943年10月，即沙恩霍斯特号执行最后一次任务前不久，许夫迈尔被海军上校弗里茨·欣策取代，后者在最后一战中阵亡。

## 服役历史
沙恩霍斯特号是作为老旧前无畏舰阿尔萨斯号的代舰而订购，合同代号为“D”。位于威廉港的战争海军造船厂获得了建造合同，于1935年7月16日开始铺设龙骨。该舰于1936年10月3日下水，由阿道夫·希特勒、帝国国防部长维尔纳·冯·布隆贝格元帅，以及一战期间在福克兰群岛海战中沉没的大巡洋舰沙恩霍斯特号舰长菲利克斯·舒尔茨上校的遗孀出席了下水仪式。舾装工作紧随其后展开，至1939年1月完成。沙恩霍斯特号于1月9日入列舰队进行海试，海试暴露了该舰在巨浪中会大量进水的危险倾向。为此，它重返旱坞接受大规模改建，以升高的“大西洋式舰艏”（Atlantikbug，类似于飞剪式）代替了原本的垂直样式。改建期间还安装了一个倾斜的烟囱顶罩，并增大了供舰载机使用的机库；主桅也移到更靠后的地方。改造工程于1939年11月结束，使该舰终于得以全面投入运用。
沙恩霍斯特号的第一次行动于1939年11月21日展开；该舰及其姊妹舰格奈森瑙号将前往冰岛和法罗群岛之间的海域巡逻。此次行动的目的是要牵制英国部队，以缓解正在南大西洋被追击的装甲舰施佩伯爵将军号的压力。这两艘战列舰在轻巡洋舰科隆号和莱比锡号以及三艘驱逐舰的陪同下从威廉港启航，后者于11月22日上午分头前往斯卡格拉克海峡作战。第二天，德国战列舰拦截了英国武装商船巡洋舰拉瓦尔品第号。沙恩霍斯特号舰上的瞭望员于16:07发现该船，并于不到一小时后移近至射程范围。17:03，沙恩霍斯特号率先开火，三分钟后，其280毫米炮的一轮齐射命中了拉瓦尔品第号的舰桥，导致船长爱德华·科弗利·肯尼迪和大多数军官阵亡。在短暂的交战中，拉瓦尔品第也成功击中了沙恩霍斯特号，造成轻微的碎片损伤。
到17:16，拉瓦尔品第号火势严重，正在下沉。身处格奈森瑙号舰上的海军中将威廉·马沙尔指示遂指示沙恩霍斯特号前去营救幸存者。这些救援行动因轻巡洋舰纽卡斯尔号的出现而中断。德军迅速向北逃去，然后利用恶劣天气穿过北海往南疾冲。四艘盟军主力舰——英国的胡德号、纳尔逊号和罗德尼号，以及法国的敦刻尔克号则紧随其后追击。德国人于11月27日抵达威廉港，两艘战列舰在途中都因狂风大浪而遭受严重破坏。沙恩霍斯特号在威廉港进行维修，期间其锅炉也在旱坞内接受了大修。
修复完成后，沙恩霍斯特号前往波罗的海进行射术训练。波罗的海的厚冰层使该舰一直停留在那里，直到1940年2月才得以返回威廉港，于2月5日抵达。在2月18日至20日期间，它还参加了诺德马克行动，这是一次进入北海的短暂出击，最远曾抵设得兰群岛。

### 威悉演习行动
随后，沙恩霍斯特号被派往参加入侵丹麦和挪威的威悉演习行动。它与格奈森瑙号组成了进攻挪威纳尔维克和特隆赫姆的掩护部队；两舰于1940年4月7日上午在海军中将京特·吕特晏斯的指挥下离开威廉港。与它们会合的是由重巡洋舰希佩尔将军号和四艘驱逐舰组成的特隆赫姆入侵部队，以及由十艘驱逐舰组成的纳尔维克入侵部队。在4月7日14:25至14:48分之间，十二架轰炸机曾在斯卡格拉克海峡以西袭击这些舰艇，但没有成功。到了夜晚，天气恶化，几艘驱逐舰无法保持高航速（27節, 50每小時），落在了主力部队后方。当晚的强风造成了严重的结构损伤，海水倒灌污染了沙恩霍斯特号的部分燃料舱。4月8日9:15，尾随其后的一艘驱逐舰贝恩德·冯·阿尼姆号发出了与一艘英国驱逐舰交战的信号，吕特晏斯遂于9:22命令希佩尔将军号前去调查。德国巡洋舰发现了英国驱逐舰萤火虫号，并用精确的炮火击中了它。在萤火虫号沉没之前，它试图撞击和破坏希佩尔海军上将号，并向英国舰队发出警告信息。与萤火虫号战斗后不久，希佩尔将军号及其四艘驱逐舰驶向特隆赫姆，另外十艘驱逐舰也于22:00前往纳尔维克，而沙恩霍斯特号和格奈森瑙号则在韦斯特峡湾的罗弗敦群岛以南占据阵位，以掩护两支部队登陆。

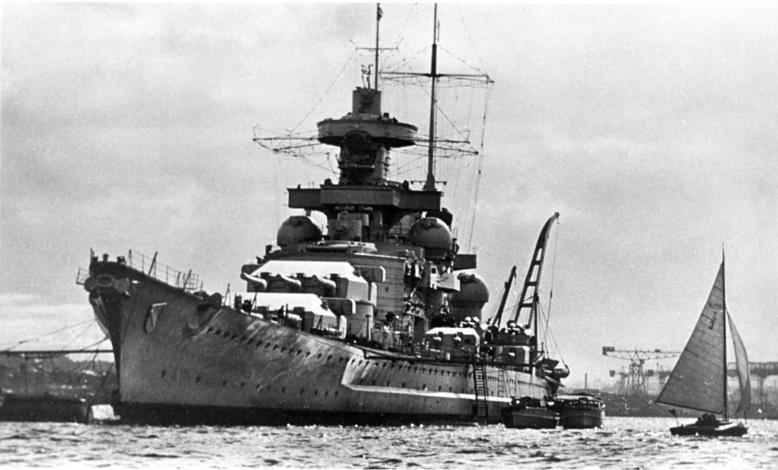
沙恩霍斯特号泊港

4月9日凌晨，两舰遇到了英国战列巡洋舰声望号。格奈森瑙号的西塔克特雷达于4:30捕捉到一个信号，促使两舰的船员立即投入战斗岗位。半小时后，沙恩霍斯特号的领航员发现了声望号向格奈森瑙号开火的炮口焰；德国人于三分钟后进行了还击。格奈森瑙号在交战开始阶段遭到两次命中，其中一枚炮弹击毁了它的后炮塔。沙恩霍斯特号的火炮雷达出现故障，导致其无法有效地与声望号交战。5:18，英国战列巡洋舰转向沙恩霍斯特号开火，后者进行机动以规避落下的炮弹。到7:15，沙恩霍斯特号和格奈森瑙号已经利用其速度优势逃离了追击的声望号。恶劣的海况和两艘战列舰逃生时的高速使得它们的前部大量进水。沙恩霍斯特号的前炮塔因水浸严重而失效；其右舷涡轮机也在全速运行后出现机械故障，迫使舰只将速度降低到25節（46每小時）。
沙恩霍斯特号和格奈森瑙号于4月9日中午12:00抵达挪威罗弗敦群岛西北部的某处。两舰随后转向西行24小时，同时进行临时维修。在朝西航行了一天后，它们又转向南行。由于发送无线电信息会向英国人泄露舰只的位置，沙恩霍斯特号于4月10日12时弹射起飞了一架Ar 196水上侦察机，指示它朝挪威方向飞行，并在那里发出信号，表明吕特晏斯打算于4月11日夜间突围回德国。Ar 196的飞行距离极远，几乎抵达了挪威海岸的外围岛屿，并在那里成功发送了消息。这架水上飞机其后被拖到特隆赫姆，在那里它还可以向希佩尔将军号转达吕特晏斯的命令，即与德国战列舰一起返回德国。希佩尔将军号于4月12日上午加入行动，但由于燃料短缺，其四艘护航驱逐舰不得不留在特隆赫姆。当天，英国皇家空军的一架巡逻机发现了这三艘军舰，随后八十二架皇家空军轰炸机司令部和九架皇家空军海岸司令部的飞机奉命向它们发动袭击。然而，受制于低能见度，这些轰炸机无一能够找到德国军舰，甚至还被德军战斗机击落了九架。三艘德舰最终于夜晚22:00安全抵达威廉港。沙恩霍斯特号随后被送往基尔的德意志船厂进行维修。在修复过程中，原本安装在后炮塔上的飞机弹射器被拆除。

### 朱诺行动
1940年6月4日，两艘沙恩霍斯特级战列舰从威廉港启航重返挪威，同行的还有希佩尔将军号和四艘驱逐舰。这次出击的目的是切断盟军为挪威人提供的补给，并减轻在挪威作战的德军压力。补给舰迪特马申号于三天后与该编队会合，为希佩尔将军号和四艘驱逐舰加油。与此同时，编队司令马沙尔中将收到了德国空军关于两队盟军舰船的报告，他主动决定进攻由英国武装拖网船刺柏号护送的最南端的部队。6月8日，刺柏号被发现并遭击沉，同时沉没的还有油轮油先锋号（Oil Pioneer）。德国人随后出动Ar 196水上飞机搜寻更多的盟军船只。希佩尔将军号和驱逐舰被派去摧毁一艘19,800总吨的运兵船奥拉马号（Orama），而医疗船亚特兰蒂斯号（Atlantis）则获准不受干扰地继续航行。之后，马沙尔让希佩尔将军号和四艘驱逐舰在特隆赫姆加油，而他将率两艘战列舰前往哈尔斯塔地区。

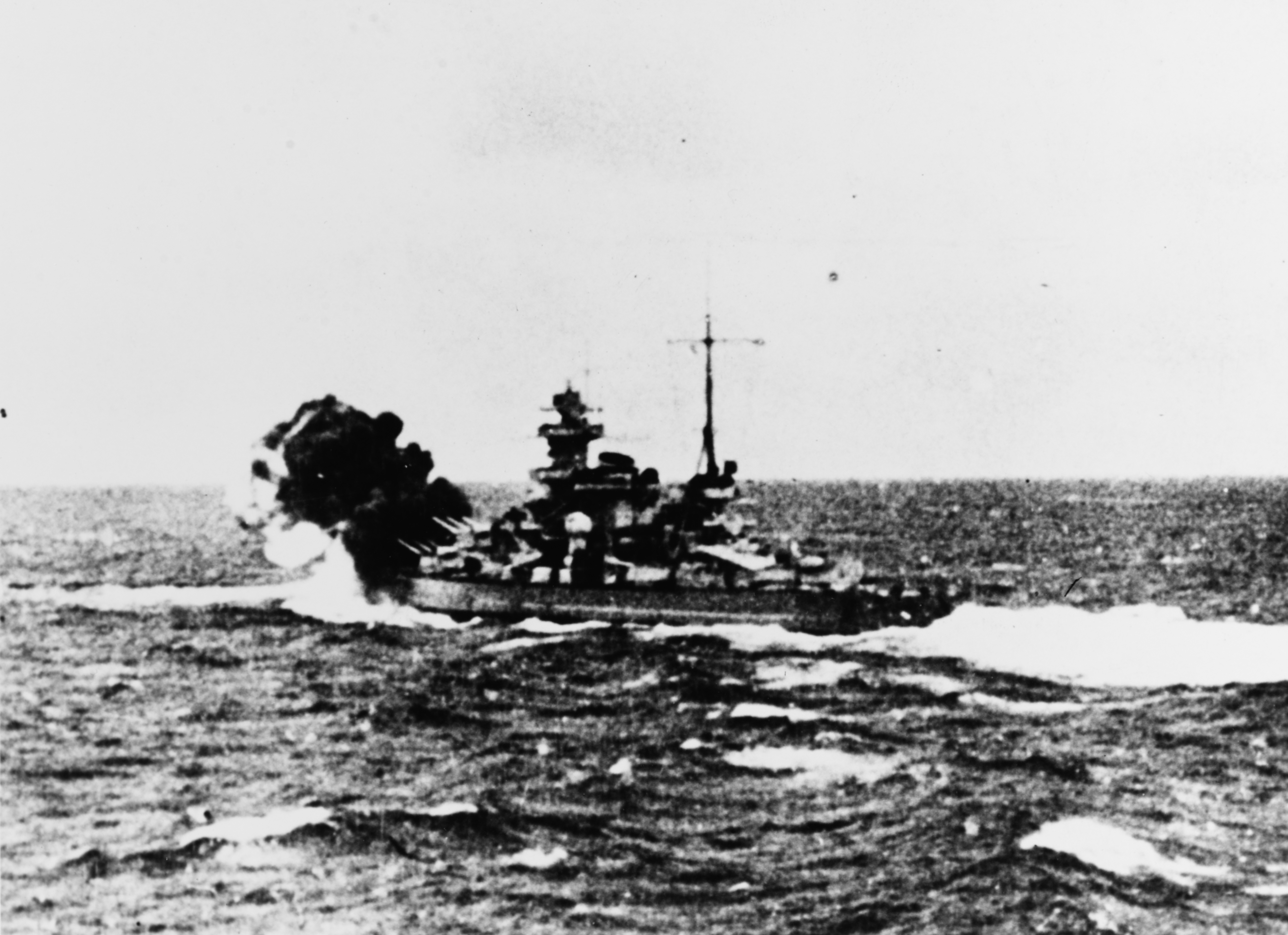
沙恩霍斯特向光荣号开火

6月8日16:45，沙恩霍斯特号和格奈森瑙号在大约50,000米的范围内发现了由驱逐舰阿卡斯忒号和炽热号护航的英国航空母舰光荣号。17:26，沙恩霍斯特号作为距离更近的战列舰，以其主炮向光荣号开火，射程为25,000米。开火六分钟后，沙恩霍斯特号在大约24,200米的间距击中了光荣号，这是人类舰炮史上最远距离的命中纪录之一。炮弹击中了航空母舰的上层机库，引发大火。不到十分钟后，格奈森瑙号的一枚炮弹也击中了舰桥，杀害了光荣号的舰长。两艘驱逐舰试图用烟幕掩护光荣号，但德国战列舰依然可以用雷达追踪航母。至18:26，双方的距离缩近到16,000米；沙恩霍斯特号和格奈森瑙号得以向航母进行全面齐射。经过大约一个小时的射击，德国战列舰将光荣号沉入海底。它们还击沉了两艘护航驱逐舰。其中当阿卡斯忒号沉没时，它发射的四枚鱼雷之一于19:39击中了沙恩霍斯特号的后炮塔右舷附近。阿卡斯忒号还曾以其4.7英寸炮击中沙恩霍斯特号的前部背负式炮塔，但造成的伤害可以忽略不计。鱼雷命中造成了严重破坏；它炸开了一个14乘6米的孔洞，导致约2,500吨海水灌入舰内。后炮塔也被摧毁，有48人阵亡。进水造成5°的倾侧，舰艉吃水增加了近1米，迫使沙恩霍斯特号将速度降低到20節（37每小時）。舰内的机械设备也因水浸而损失惨重，并致使右舷螺旋桨轴失效。
由于损坏严重，沙恩霍斯特号被迫驶入特隆赫姆接受临时维修。它于6月9日下午抵达港口，维修舰瓦斯卡兰号（Huaskaran）已在那里等候。翌日，英国皇家空军海岸司令部的一架侦察机发现了该舰，遂于6月11日派出十二架哈德逊式轰炸机对其实施突袭。轰炸机群共投下36枚227磅（103）的穿甲弹，全部未能命中。英国皇家海军则派出战列舰罗德尼号和航母皇家方舟号加入了对沙恩霍斯特号的攻击。6月13日，十五架贼鸥式战斗轰炸机从皇家方舟号起飞，德国战斗机对其进行拦截，并击落了其中的八架。余下的七架虽突破了防空系统，但只有一枚炸弹命中目标，且没有引爆。初步维修工作于6月20日完成，使沙恩霍斯特号能够动身返回德国。第二天，当该舰在重兵护航下航行时，英国人又发动了两次空袭，第一次是六架剑鱼式鱼雷轰炸机，第二次则是九架博福特式鱼雷轰炸机，但两次都被防空火力和战斗机击退。德国人通过截获英国的无线电通信，得知皇家海军正在附近，促使沙恩霍斯特号转向斯塔万格驶去。当沙恩霍斯特号掉头时，英国军舰距离它的位置只有不到35海里（65）。6月22日，沙恩霍斯特号离开斯塔万格驶回基尔，全面的维修工作于接下来的六个月在那里进行。

### 柏林行动
完成维修后，沙恩霍斯特号在波罗的海进行了试航，然后于1940年12月返回基尔。它在那里与格奈森瑙号会合，为柏林行动做准备，这是一场计划闯入大西洋的袭击，旨在重创盟军的航运线。首度出击于12月28日启动，但两天后便在挪威近海遭遇了强烈风暴，对格奈森瑙号造成了破坏，而沙恩霍斯特号却毫发无损。两舰被迫放弃行动，其中沙恩霍斯特号前往戈滕哈芬，而格奈森瑙号则返回基尔接受维修。维修工作很快便完成，1941年1月22日，这两艘战列舰在当时已晋升海军上将的吕特晏斯的指挥下离港前往北大西洋。它们在斯卡格拉克海峡被发现，英国的本土舰队遂将一支重型部队部署至英占冰岛和法罗群岛之间的通道上。德国人的雷达从远距离便侦测到了英国人，这使得吕特晏斯能够借助暴风雨避开英国巡逻队。到2月3日，这两艘战列舰已经躲过最后一艘英国巡洋舰的巡逻，闯入了广阔的大西洋。

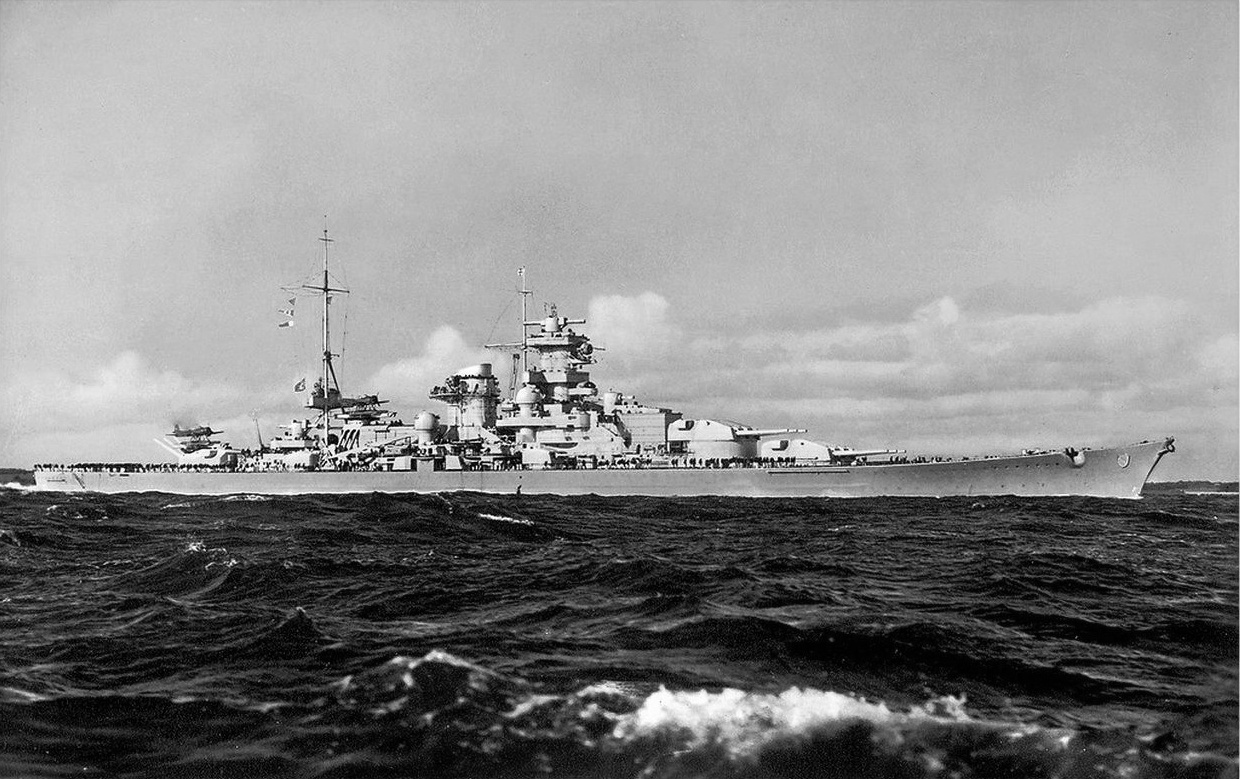
沙恩霍斯特在海上

2月6日，两舰在法韦尔角以南通过油轮施莱特施塔特号（Schlettstadt）加油。2月8日08:30后不久，瞭望员发现了由拉米伊号战列舰护送的HX-106号船队。吕特晏斯根据避免与盟军主力舰交战的准则而下令取消袭击。然而，沙恩霍斯特号的舰长霍夫曼上校已经接近至23,000米范围内，并试图引开拉米伊号，以便格奈森瑙号可以攻击船队。吕特晏斯遂喝令霍夫曼立即返回跟随旗舰。两艘战列舰继而向西北航行，寻找更多的船只。2月22日，它们发现一支戒备空虚的船队向西航行，在战列舰出现时便四散开去。沙恩霍斯特号在这场遭遇战中仅击沉了一艘船，即6,000总吨的油轮光泽号（Lustrous）。
随后，吕特晏斯决定转移到一个新的区域，因为分散船队中的幸存成员已经发出求救信号，通报了它们的存在。他选择了开普敦－直布罗陀的护航路线，并将自己部署在佛得角的西北部。3月8日，两舰遇到了由马来亚号战列舰护送的SL-67号船队。吕特晏斯再次禁止袭击，但他尾随船队，并指挥U艇进攻。因此在3月8－9日夜间，两艘U艇共击沉了28,488总吨的船只。马来亚号向两艘战列舰发起攻击，并逼近至24,000米范围，完全处于德军火炮的射程之内，但吕特晏斯拒绝卷入交战。他转而驶向大西洋中部，沙恩霍斯特号在途中击沉了希腊货船马拉松号（Marathon）。随后，两舰于3月12日从油轮乌克马克号和厄姆兰号（Ermland）加油并获取补给。
3月15日，两艘战列舰和两艘油轮在大西洋中部遇到一支分散的护航船队，沙恩霍斯特号击沉了其中的两艘。几天后，它们找到了该船队的主体，沙恩霍斯特号又击沉了七艘船，共计27,277总吨。其中一艘幸存的船只用无线电报告了德国战列舰的位置，从而召来了火力强大的英国战列舰罗德尼号和英王乔治五世号。沙恩霍斯特号和格奈森瑙号利用它们的高航速在狂风中逃脱，而英国战列舰的干预使吕特晏斯确信继续取得成功的机会很小。因此，他决定前往德占法国的布雷斯特，并于3月22日抵达。在整个行动过程中，沙恩霍斯特号的锅炉过热器管曾多次发生故障。必要的维修工作一直持续到7月，导致该舰无缘参与1941年5月由新式战列舰俾斯麦号领衔出击的莱茵演习行动。

### 空袭受损

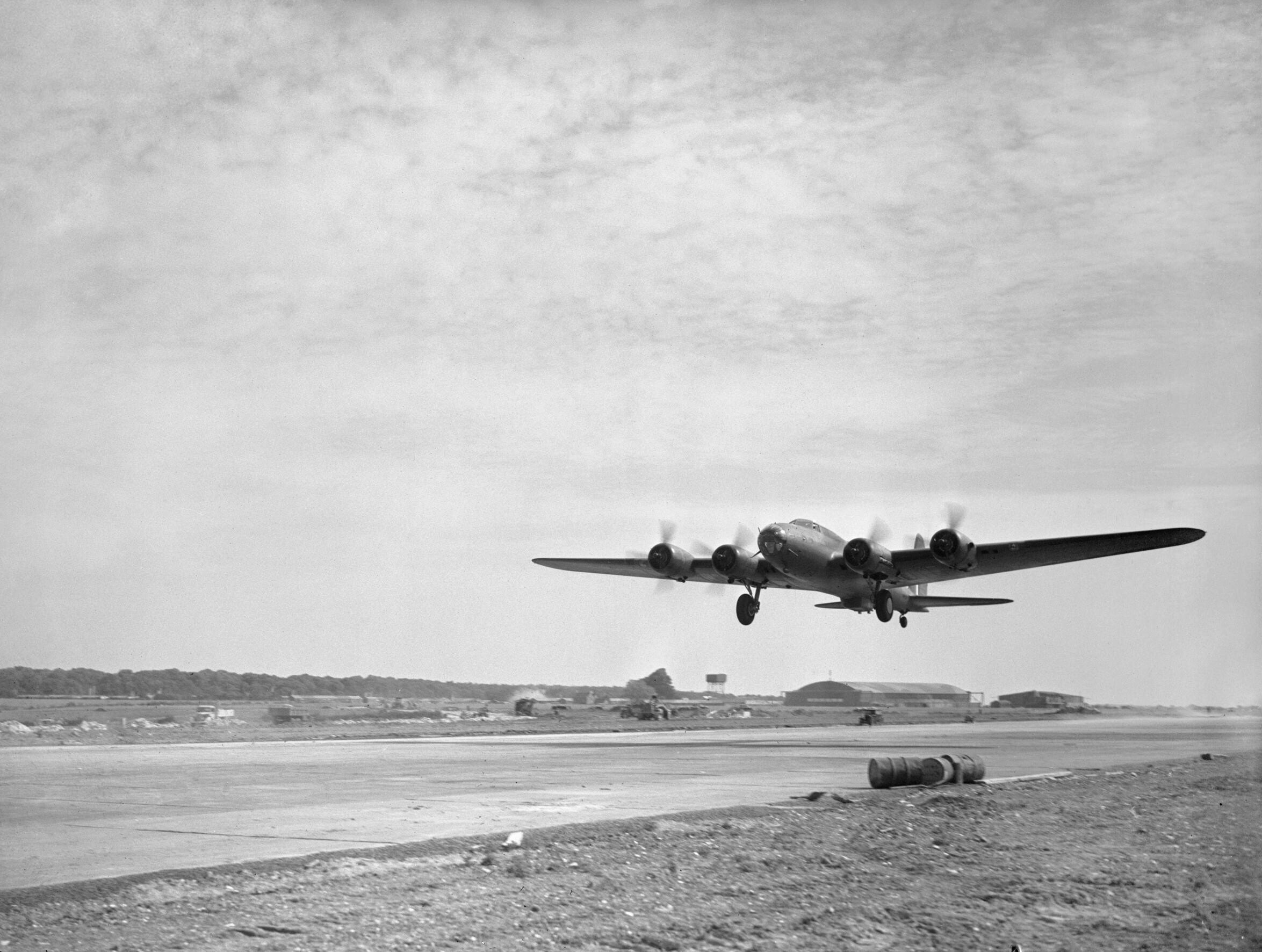
英国皇家空军第90中队的一架空中堡垒轰炸机起飞，准备参加7月24日的空袭

面对大西洋海战中不断增加的损失，英国首相温斯顿·丘吉尔命令轰炸机司令部暂时停止对德国工业的打击，转而集中精力对付福克-沃尔夫Fw 200秃鹫式飞机的威胁以及U艇港口和生产。沙恩霍斯特号与格奈森瑙号一到达布雷斯特，就被列为首要打击目标。从3月30日至7月7日期间，布雷斯特共遭受了19次大规模空袭。德国人的应对方式是安装烟雾发生器，以此遮蔽港口，效果很好。沙恩霍斯特号没有被击中，但4月4日夜间的一枚哑弹落在格奈森瑙号附近迫使它离开码头，并于翌日在港口暴露的位置遭鱼雷命中。4月9日晚，当格奈森瑙号被移回码头时，它又遭到四枚炸弹袭击。7月9日，随着大西洋海战的潮汐发生了变化，轰炸机司令部的活动被叫停，同时由于巴巴罗萨行动的展开，轰炸机司令部希望恢复针对德国工业的打击。
在7月完成维修后，沙恩霍斯特号于21日前往拉帕利斯进行试航，在那里它轻松地达到了30節（56每小時）的航速。该舰此后并未返回布雷斯特，以避免重型部队集中在同一个港口（欧根亲王号重巡洋舰已于7月21日抵达），而是于7月23日驻泊在拉帕利斯，在那里它立即被空中侦察发现。由于英国人担心沙恩霍斯特号正在为出击大西洋做准备，因此下令即刻出动六架斯特灵重型轰炸机进行攻击，但它们一无所获，其中一架还被德国战斗机击落。英国皇家空军原计划于7月24日对驻布雷斯特的主力舰发动一次大规模的日间袭击，但沙恩霍斯特号驶往拉帕利斯导致行动在最后一刻发生变化：由三架空中堡垒、十八架汉普登和三十六架布伦海姆轰炸机组成的三支部队袭击了几个沿海目标，以便提前吸引并牵制德国战斗机。只有七十九架惠灵顿轰炸机袭击了布雷斯特，以欧根亲王号和格奈森瑙号为主要目标。英国皇家空军第35中队和第76中队的十五架哈利法克斯重型轰炸机额外飞行了200英里（320）到达沙恩霍斯特号。这些轰炸机群攻击了沙恩霍斯特号的锚泊处。它们在舰只与中心线平行的右舷几乎呈直线地取得了五次命中，包括三枚1,000磅（454）重的半穿甲弹，以及两枚500磅（227）重的高爆弹。其中一枚227千克重的炸弹落在司令塔旁150毫米双联装炮塔前方的甲板上；它穿透了上层和中层甲板，然后在主装甲甲板上引爆，从而导致与鱼雷舱壁的连接处漏水。第二枚227千克炸弹落在后炮塔前方并击穿了前两层甲板。它也在装甲甲板上爆炸，并撕开了一个孔洞。爆炸还造成了碎片破坏，使37毫米高射炮的装弹机失效。

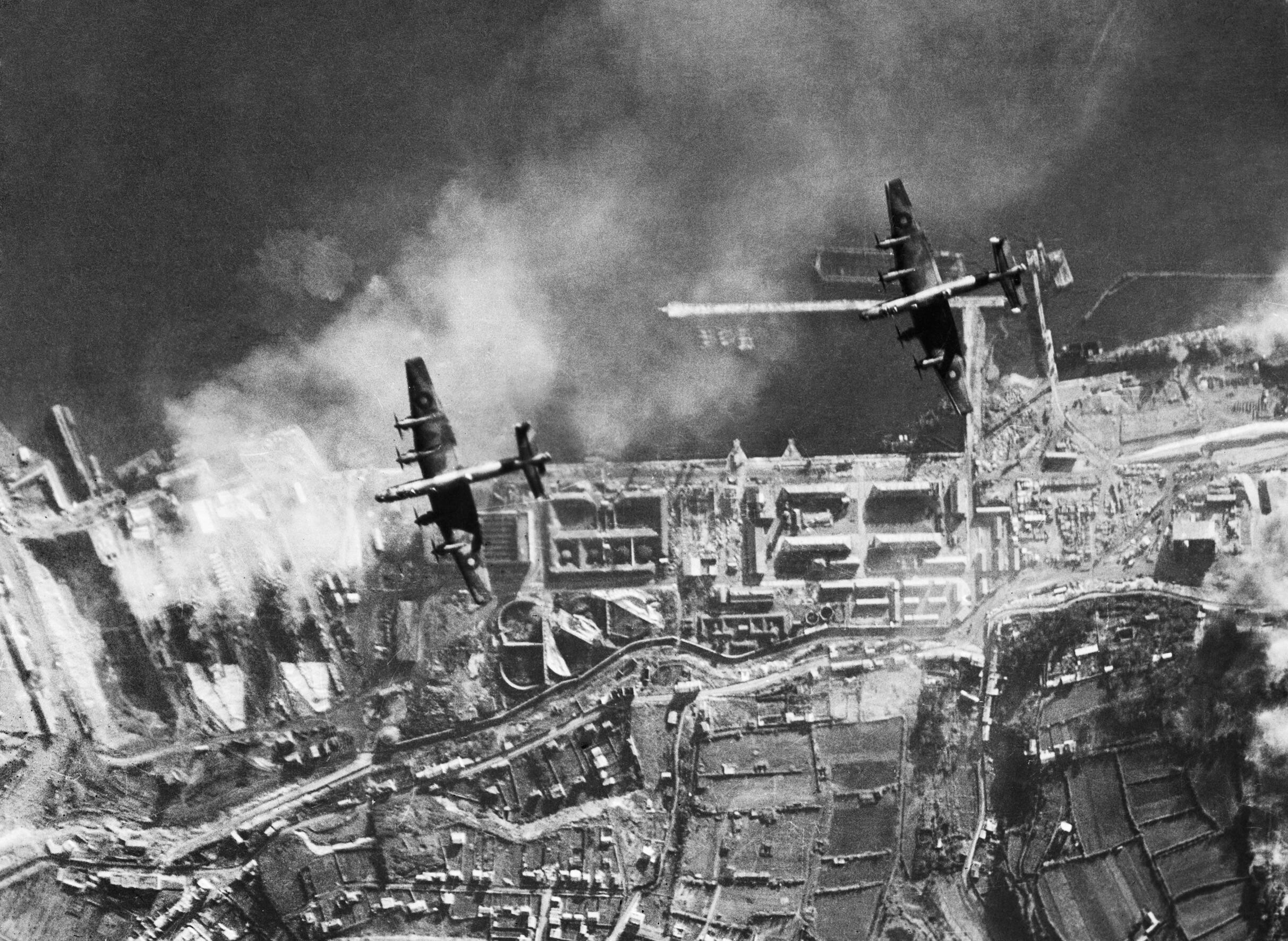
1941年12月18日，两哈利法克斯轰炸机罕见地在白天空袭布雷斯特。沙恩霍斯特号和格奈森瑙号并排停放在左侧的码头上，伪装烟幕尚未完全生成。欧根亲王号则停泊在最右侧。

其中两枚454千克重的炸弹击中了150毫米和105毫米炮塔之间的舰舯部；它们均未爆炸，而是完全穿透了舰体。第一枚穿过每层甲板并通过双层船底离开该舰，而另一枚被鱼雷舱壁偏转并穿透侧部装甲带下方的舰体。第三枚454千克重的炸弹落在后主炮塔的艉部，距离舷侧约3米。它同样未能引爆，并穿透了没有主装甲带保护的舰体侧部。这三次撞击造成了严重的水浸和8°的右舷倾侧。前、后炮塔连同半数的防空火炮都一时无法使用。共有2人在这次袭击中阵亡、另有15人负伤。损害管制团队设法通过反向灌水纠正了倾侧，尽管吃水增加了1米，沙恩霍斯特号仍可于19:30驶往布雷斯特。7月25日上午，其中一艘护航驱逐舰击落了一架英国巡逻机。当天晚些时候，沙恩霍斯特号抵达布雷斯特，进入旱坞接受维修，历时四个月。在修复受损的同时，舰艉还获安装了一套新的雷达系统，前部雷达的输出功率则增加到100千瓦，并且完成了533毫米鱼雷发射管的装备。
沙恩霍斯特受损后的战略地位十分严峻。格奈森瑙号和欧根亲王号仍在修理中，而俾斯麦号已于5月27日被击沉。因此，所有部署到大西洋的德国主力舰都无法行动。此外，提尔皮茨号仍在备战阶段，尚不满足投运条件；吕措号于1941年6月13日被一枚鱼雷严重击伤；舍尔将军号和希佩尔将军号则正在船坞内接受保养维护。
11月10日，由于损失惨重且鲜有成功，轰炸机司令部被迫暂停了对德国工业的打击。结果，对布雷斯特驻舰的空袭又重新启动。在8月19日至次年2月11日期间，英国人共实施了36次空袭，其中大多数是由小组群飞机发起的突然袭击，以期在烟幕产生之前抵达。12月7日，欧博厄系统第一次尝试通过烟幕进行盲炸。直到1月6日，该系统才略微击中格奈森瑙号取得了小小的成功，但其他驻舰均未被击中。

### 海峡冲刺
1942年1月12日，德国海军总司令部与希特勒举行会议，决定将沙恩霍斯特号、格奈森瑙号和欧根亲王号送回德国。其目的是将这些舰只进一步部署到挪威，以拦截前往苏联的盟军护航船队。代号为地狱犬行动的所谓“海峡冲刺”将避开在大西洋上日益高效的盟军雷达和巡逻机。沙恩霍斯特号的首任舰长、已晋升海军中将的奥托·齐里亚克斯受命指挥此次行动。2月初，德国的扫雷舰在未被英国人发现的情况下清理出了一条穿越英吉利海峡的航线并以浮标做记号。
沙恩霍斯特号、格奈森瑙号和欧根亲王号于2月11日23:00离开布雷斯特。一小时后，他们进入了英吉利海峡；三艘舰以27節（50每小時）的速度紧贴着法国海岸航行。英国人没有发现它们的离开，因为负责观察港口的潜艇已经撤回充电了。到12日06:30，他们已经通过瑟堡，与一支驱逐舰区舰队会合。该部队由身处Z-29号驱逐舰上的海军上校埃里希·拜指挥。战斗机司令阿道夫·加兰德则在海峡冲刺期间负责指挥德国空军的战斗机和轰炸机部队作战（雷霆行动）。战斗机以桅顶高度飞行，以避免被英国雷达网络发现。三艘主力舰上都配备了联络官。从德国赶来的飞机随后抵达，施放箔条干扰英国雷达。到下午13:00，舰群已穿越多佛尔海峡；半小时后，六架剑鱼式鱼雷轰炸机在喷火战斗机的掩护下对德国人发动袭击。它们无法穿透德国空军的战斗机屏障，六架剑鱼全部被摧毁。

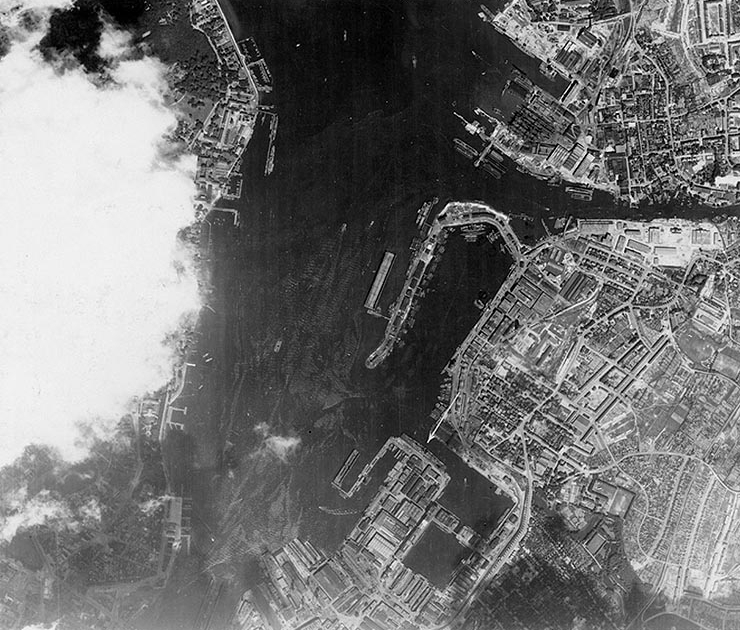
海峡冲刺后，在基尔拍摄到的沙恩霍斯特号空中侦察照片

然而，沙恩霍斯特号并非在这次航行中毫发无损；15:31，它撞上了一枚空投在斯海尔德河口的磁性水雷，并在舰体前部背负式炮塔的旁边爆炸。爆炸损坏了舰上的断路器，导致整个电力系统瘫痪近20分钟。爆炸冲击造成严重破坏；布鲁诺炮塔因而被卡住，左舷的150毫米双联装和单装炮塔亦是如此。同样受损的还有燃油泵和涡轮机的轴承，致使舰只一度无法动弹。停电使锅炉和涡轮机的紧急关闭开关失效，直到电力恢复才能关闭。爆炸还在舰体侧面撕开了一个大缺口，1,220吨海水涌入舰内，淹没了五个主要水密隔舱内的30处水密空间。沙恩霍斯特号的舰身发生1°的倾侧，舰艏也降低了1米深。
在该舰无法动弹期间，齐里亚克斯被转移到Z-29号舰上。轮机舱人员于15:49成功重启第一台涡轮机，此时距离触雷爆炸已过去近20分钟。第二台和第三台涡轮机分别于15:55和16:01重新启动，允许航速恢复至27节。大约在最后一台涡轮机重新启动之时，一架轰炸机在沙恩霍斯特号左舷约90米处投下了几枚炸弹，没有造成任何损害。而当该舰重新起航后，十二架博福特式鱼雷轰炸机又发起了为期10分钟的攻击，被防空火力和护航的德国空军战斗机击退。英国人发动的一系列袭击都未能奏效；沙恩霍斯特号的高射炮却在战斗结束时因密集施射已烧得通红，其中一门20毫米炮在压力下爆裂。
夜里22:34，沙恩霍斯特号在泰尔斯海灵岛附近再度右舷触雷，导致电力系统短暂瘫痪、舵机暂时失灵。三台涡轮机中的两台被卡住，第三台也不得不关闭。有多300吨的海水淹没了四个主要隔舱内的10处水密空间。只有中心线桨轴可以运转，速度仅可维持10節（19每小時）。右舷涡轮随后恢复部分动力，使航速得以提升至14節（26每小時）。冲击波损坏了舰上所有炮塔的旋转部件，其中三座150毫米炮塔严重卡壳。到13日08:00，沙恩霍斯特号抵达亚德湾，但冰层积结使其无法进入威廉港。在港口外等候期间，齐里亚克斯中将回到了舰上。中午时分，冰层已被清除，沙恩霍斯特号得以驶入威廉港。两天后，它被送往基尔接受永久性修复。工程在浮式旱坞内进行，并一直持续到1942年7月。之后，该舰在波罗的海进行了另一轮试验，结果显示有必要更换几根锅炉管。

### 挪威部署
1942年8月初，沙恩霍斯特号与几艘U艇合作进行了操练。在机动过程中，它与U-523号潜艇相撞，造成损坏，需要回到旱坞接受维修。工作于9月完成，该舰遂在波罗的海展开了进一步的训练。10月底，沙恩霍斯特号前往哥滕哈芬更换新舵，新舵的设计是基于同年早些时候从欧根亲王号和吕措号遭受鱼雷袭击中吸取的教训。由于锅炉和涡轮机的故障，该舰在1942年余下的时间里一直留在德国。到12月，三副桨轴中只有两副可以运行，需要对推进系统进行彻底检修。1943年1月初，沙恩霍斯特号重新投运，并在完成试航后，于1月7日与欧根亲王号和五艘驱逐舰一起离开德国前往挪威。然而，有关英国海岸附近机场活动频繁的报告促使该部队折返回港。另一次前往挪威的尝试也在类似情况下被取消。然而，到了3月8日，恶劣的天气使英国轰炸机停飞，因此沙恩霍斯特号和四艘驱逐舰得以再次动身。卑尔根附近的一场强烈风暴迫使两艘驱逐舰寻求避险，惟沙恩霍斯特号降速至17節（31每小時）后仍然能够前进。3月14日16:00，该舰抵达纳尔维克外围的伯根湾抛锚，并在那里与吕措号和提尔皮茨号会合。随着沙恩霍斯特号的到来，德国舰队在挪威得到增援，迫使英国于1943年夏天暂停了北极护航船队。
沙恩霍斯特号、格奈森瑙号和欧根亲王号于3月22日驶至阿尔塔峡湾，修复因暴风雨造成的损伤。4月初，沙恩霍斯特号又连同提尔皮茨号和九艘驱逐舰前往北冰洋的熊岛执行训练任务。该舰装甲甲板上方的艉部辅助轮机舱于当月8日发生了严重的内部爆炸。爆炸造成34人伤亡，并促使船员将采撒炮塔的弹药舱淹没，以防止其发生二度爆炸。一艘维修船在两周内完成了对沙恩霍斯特号的修复工作。接下来的六个月里，燃料短缺阻碍了大规模行动的开展；在此期间，沙恩霍斯特号只能进行短暂的训练演习。
9月6日，沙恩霍斯特号、提尔皮茨号和九艘驱逐舰从阿尔塔峡湾出航发起攻势，称为香茅行动；这些舰艇的任务是对斯匹次卑尔根群岛实施炮击。在行动中，沙恩霍斯特号摧毁了两门76毫米海岸炮，并炮击了燃料库、煤矿、港口设施和军事设施。其中尤为重要的是向盟军传送天气信息的气象站，它主要用于安排前往苏联的护航船队。驱逐舰载着约1,000名士兵登陆，将挪威驻军逼入山区，在没有重大损失的情况下完成了任务。9月22日，英国实施水源行动，由六艘X级微型潜艇攻击停泊在挪威的德国舰队。X艇将在德舰的舰体下方投放水雷。然而，在两艘被派去攻击沙恩霍斯特号的X艇中，一艘在前往挪威的途中失踪、另一艘则遭遇机械故障，不得不中止行动。但即便X艇能够成功到达沙恩霍斯特号的系泊处，攻击也会失败，因为该舰已经离港进行训练巡航了。其余X艇则成功攻击并严重损坏了提尔皮茨号。这使得北极特遣部队只剩下沙恩霍斯特号及其五艘护航驱逐舰，因为吕措号也于9月23日率五艘驱逐舰返回德国。
1943年11月25日，沙恩霍斯特号进行了两小时的全功率试验，航速达到29.6節（54.8每小時）；值得注意的是，它的吃水深度比1940年的试航时增加了逾0.5米，当时其航速可达到31.14節（57.67每小時）。

### 北角海战
随着德军在东方战线的军事形势迅速恶化，切断西方盟国向苏联的物资供应变得愈发重要。到1943年12月，德军被迫持续撤退。在四年的漫长战事中，德国空军已经被严重削弱，而盟军不断增强的反潜能力也逐渐降低了U艇的效用。德国人在挪威唯一可用的有效的武器是沙恩霍斯特号，因提尔皮茨号已经严重受损，余下的四艘重巡洋舰则被派往波罗的海。在12月19日至20日与希特勒举行的一次会议上，海军元帅卡尔·邓尼茨决定使用沙恩霍斯特号来打击接下来出现的盟军护航船队。埃里希·拜此时已晋升海军少将，他被任命为特遣部队的司令。
12月22日，邓尼茨命令拜必须在接到消息的三小时内准备好出海。当天晚些时候，德国侦察机在特罗姆瑟以西约400海里（740）处发现了一支约20艘规模的运输船队，由巡洋舰和驱逐舰提供护航。两天后，船队再次被发现，并确定了航向肯定是前往苏联。12月25日09:00，一艘U艇报告了船队的方位，邓尼茨命令沙恩霍斯特号开始行动。在给拜的指示中，邓尼茨建议他在遇到优势兵力时应中断交战，但要保持侵略性。拜计划于12月26日10:00突袭船队——如果条件对进攻有利的话。每年的这个时候，当地一天只有45分钟的充足日光和6小时的暮光，这极大地限制了拜的行动自由。德国人忌惮盟军雷达制导火控技术的发展，这使得英国战列舰能够在黑暗中以极高的精度射击；而德国的雷达能力则落后于对手。

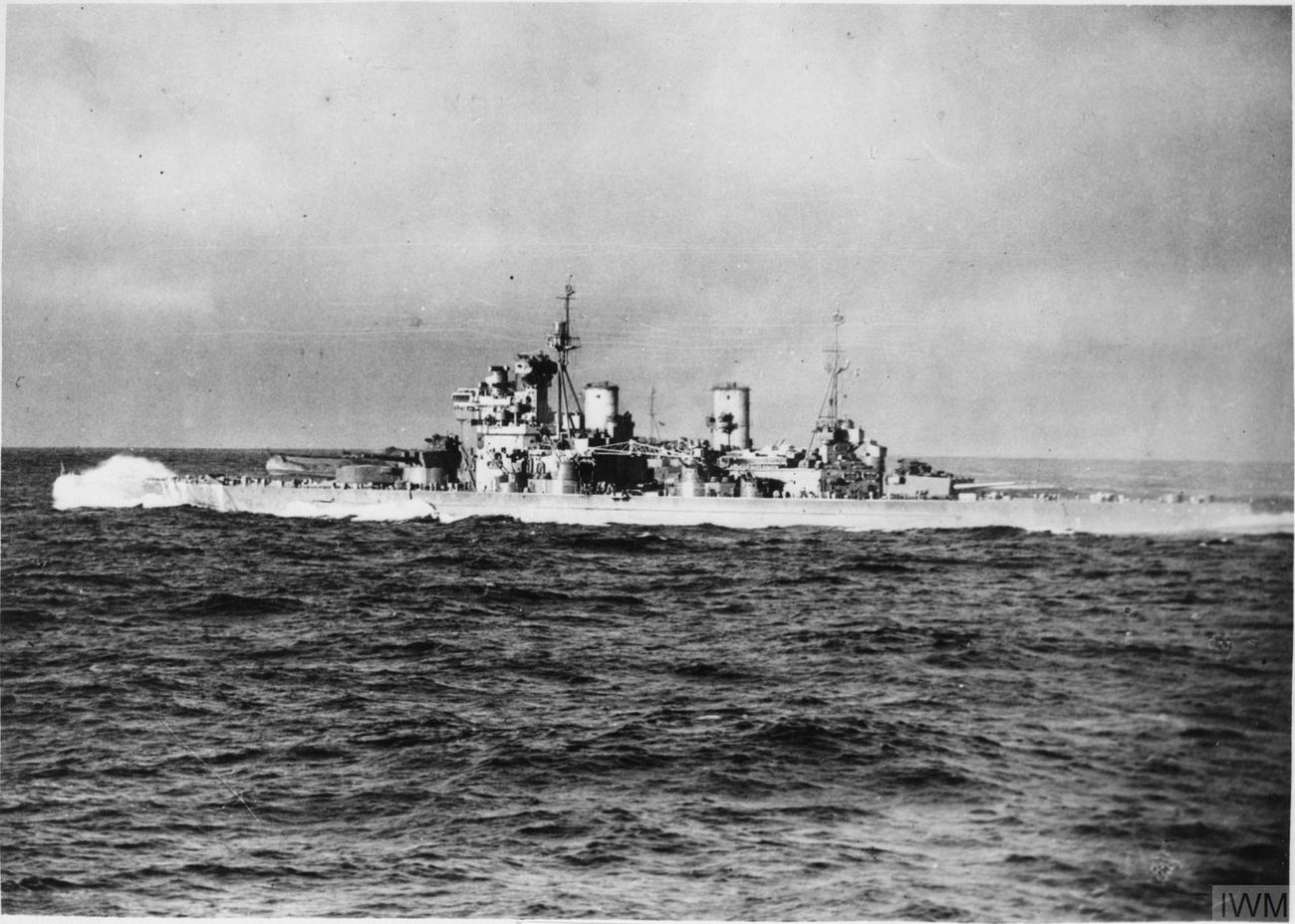
约克公爵号在北极为船队提供护航

沙恩霍斯特号率领五艘驱逐舰于12月25日19:00左右离港，四小时后进入公海。翌日03:19，拜收到舰队司令部的指示，如果巨浪干扰了驱逐舰的作战能力，沙恩霍斯特号可单独进行攻击。德国人不知道的是，英方能够破译沙恩霍斯特号和舰队司令部之间的恩尼格玛无线电传输；海军上将罗伯特·伯内特和布鲁斯·弗雷泽已经知悉拜袭击船队的计划，并能据此部署他们的部队。07:03，沙恩霍斯特号在熊岛西南约400海里（740）处转弯，准备于10:00攻击船队。伯内特上将指挥三艘巡洋舰诺福克号、贝尔法斯特号和谢菲尔德号为JW-55B号船队护航，他将舰只置于护航船队和沙恩霍斯特号预期攻击方向之间。弗雷泽将军则在火力强大的约克公爵号战列舰上，与轻巡洋舰牙买加号和四艘驱逐舰一起，移动到沙恩霍斯特号西南的位置，以阻止对方可能的逃跑企图。
转弯一小时后，拜将他的驱逐舰排成一条直线，以隐蔽仍落后10海里（19）的沙恩霍斯特号。再过了半小时，沙恩霍斯特号以扬声器通知全体船员就位准备战斗。8:40，贝尔法斯特号的雷达探测到了德国战列舰。由于没有意识到自己已暴露，德国人关闭了雷达，以防止英国人接收到信号。9:21，贝尔法斯特号的瞭望员也在11,000米的距离内发现了沙恩霍斯特号。这艘巡洋舰于三分钟后开火，诺福克号也紧随其后开火。沙恩霍斯特号从采撒炮塔发出一轮齐射，然后转向并加速脱离巡洋舰。这艘战列舰遭对方的8英寸（203）两度命中；第一枚没有引爆，造成的损害可以忽略不计，但第二枚击中前部测距机，摧毁了雷达天线。艉部雷达只具有受限的前向弧度，成为该舰仅存的雷达功能。
沙恩霍斯特号转向南行，试图绕过巡洋舰，但英国先进的雷达使其无法成功进行机动。到12:00时，沙恩霍斯特号已处于护航船队的东北方向，但贝尔法斯特号已经重新建立雷达识别；巡洋舰花了二十分钟才缩小距离并开始射击。沙恩霍斯特号通过艉部雷达探测到巡洋舰，以主炮开火，然后转向再次脱离。12:25前不久，德国战列舰的283毫米炮两度命中诺福克号。其中一枚落在前部舰艛，导致诺福克号的火炮雷达瘫痪。另一枚则击中了舰上的X型炮座，使炮塔失灵。沙恩霍斯特号随后再次掉头加速，希望能逃脱巡洋舰的追击，并找到护航船队。伯内特选择保持距离，用雷达跟踪沙恩霍斯特号，而弗雷泽则率约克公爵号赶往现场。与此同时，五艘德国驱逐舰继续搜寻船队，但一无所获。13:15，拜决定返回基地，他于13:43解散了驱逐舰，并指示它们返航。

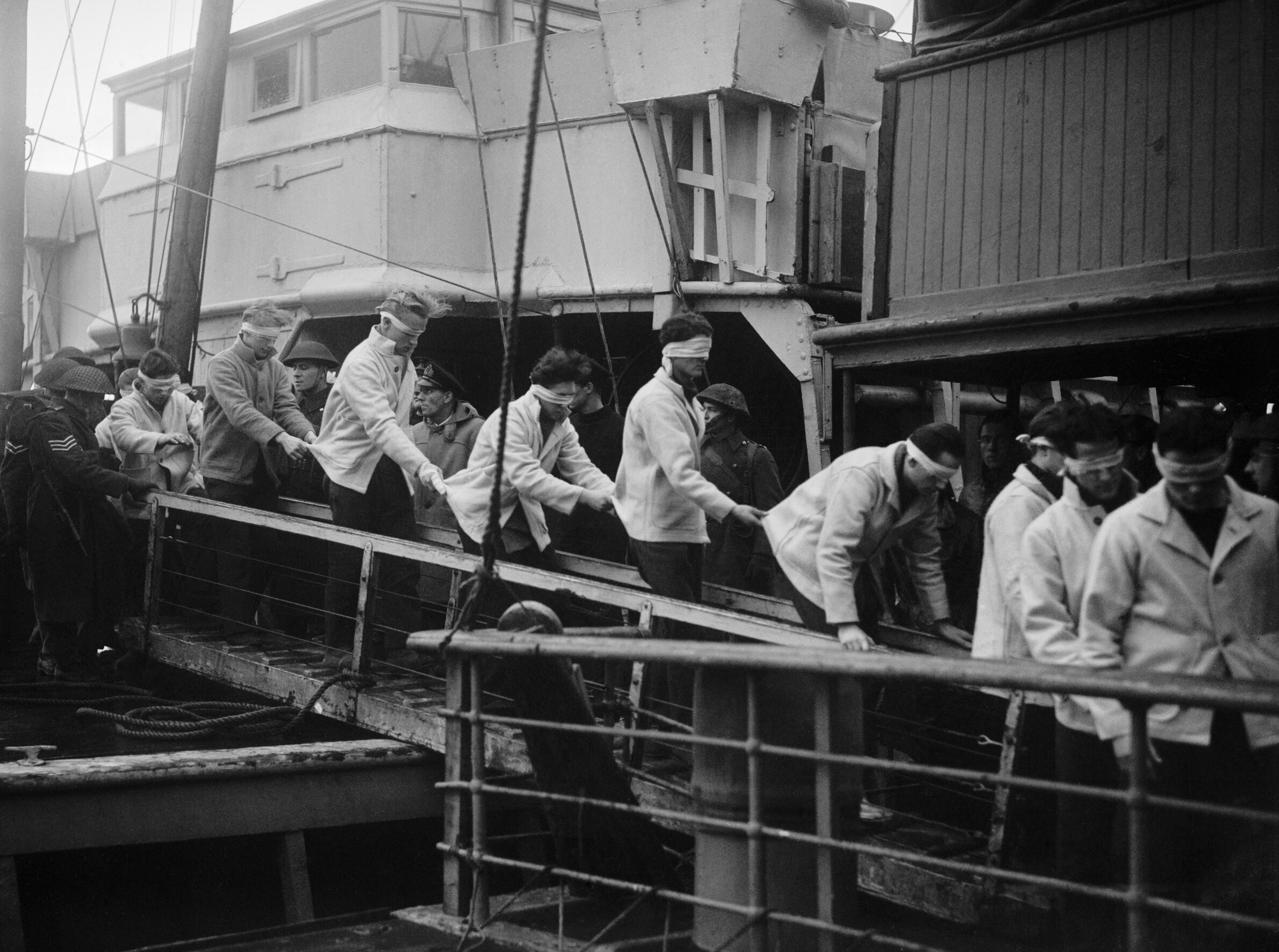
沙恩霍斯特号的幸存者被蒙眼在斯卡帕湾上岸

下午16:17，约克公爵号的雷达识别到沙恩霍斯特号；三十分钟后，贝尔法斯特号发射星光弹照亮了德国战列舰。约克公爵号于16:50在11,000米的射程内开火；沙恩霍斯特号迅速还击。交战五分钟后，约克公爵号的一枚14英寸（356）击中沙恩霍斯特号的前炮塔。中弹卡住了炮塔的瞄准装置，使其无法工作。炮弹碎片则在弹药舱内引发火灾，迫使德国人将两个前部弹药舱都淹没以防发生殉爆。布鲁诺炮塔的弹药舱积水很快被抽干，该舰此时只能以其三分之二的主炮进行战斗。随后不久，又有一枚14英寸炮击中了附在布鲁诺炮塔上的通风管，这导致每次打开后膛时，炮塔都弥漫着有毒的推进剂气体。第三枚炮弹击中采撒炮塔旁边的甲板，引发了一些水浸；炮弹碎片则造成大量人员伤亡。17:30，再有一枚炮弹击中前部150毫米炮塔并将它们全部摧毁。
半小时后，另一枚14英寸炮落在沙恩霍斯特号的舰体右舷，穿透了较薄的上层装甲带，在1号锅炉舱爆炸。它对舰只的推进系统造成了重大破坏，导致航速一度降至8節（15每小時），但通过临时维修后很快又提速至22節（41每小時）。沙恩霍斯特号的数轮齐射取得夹差命中，成功地将它和约克公爵号之间的距离增加了5,000米。炮弹碎片如雨点般洒落在约克公爵号舰上，致使其火控雷达失灵。
到18:42，约克公爵号停火，至此它已经发出52轮齐射，至少取得13次命中，但沙恩霍斯特号正在拉开距离。其中的许多命中严重损坏了沙恩霍斯特号的副炮装备，这使它极易受到弗雷泽下令派出的驱逐舰攻击。驱逐舰蝎子号和斯图尔号于18:50共发射了8枚鱼雷，其中4枚命中。一枚鱼雷在布鲁诺炮塔附近爆炸，导致其卡壳。第二枚鱼雷击中舰只左舷并造成一些轻微的水浸，第三枚击中舰后方并损坏了左舷螺旋桨轴，第四枚则正中舰艏。鱼雷攻击使沙恩霍斯特号减速至12節（22每小時），而约克公爵号趁机接近至9,100米范围。由于仅余采撒炮塔能够运作，所有可供调遣的人员都被派去从前炮塔取回弹药，以保证最后一门重炮的供应。弗雷泽随后指示牙买加号和贝尔法斯特号进入射程，用鱼雷击沉这艘已严重受损的德国战列舰。在又被鱼雷击中数次后，沙恩霍斯特号进一步下沉，开始向右舷倾斜。至19:45，该舰最终倾覆沉入水中，螺旋桨仍在缓缓转动。英国舰只开始搜寻幸存者，但从水中仅拉出数人后很快就被命令离开，尽管仍然可以听到黑暗中传来的求救声。沙恩霍斯特号全舰1,968名官兵中，仅36人幸存。

## 残骸探索

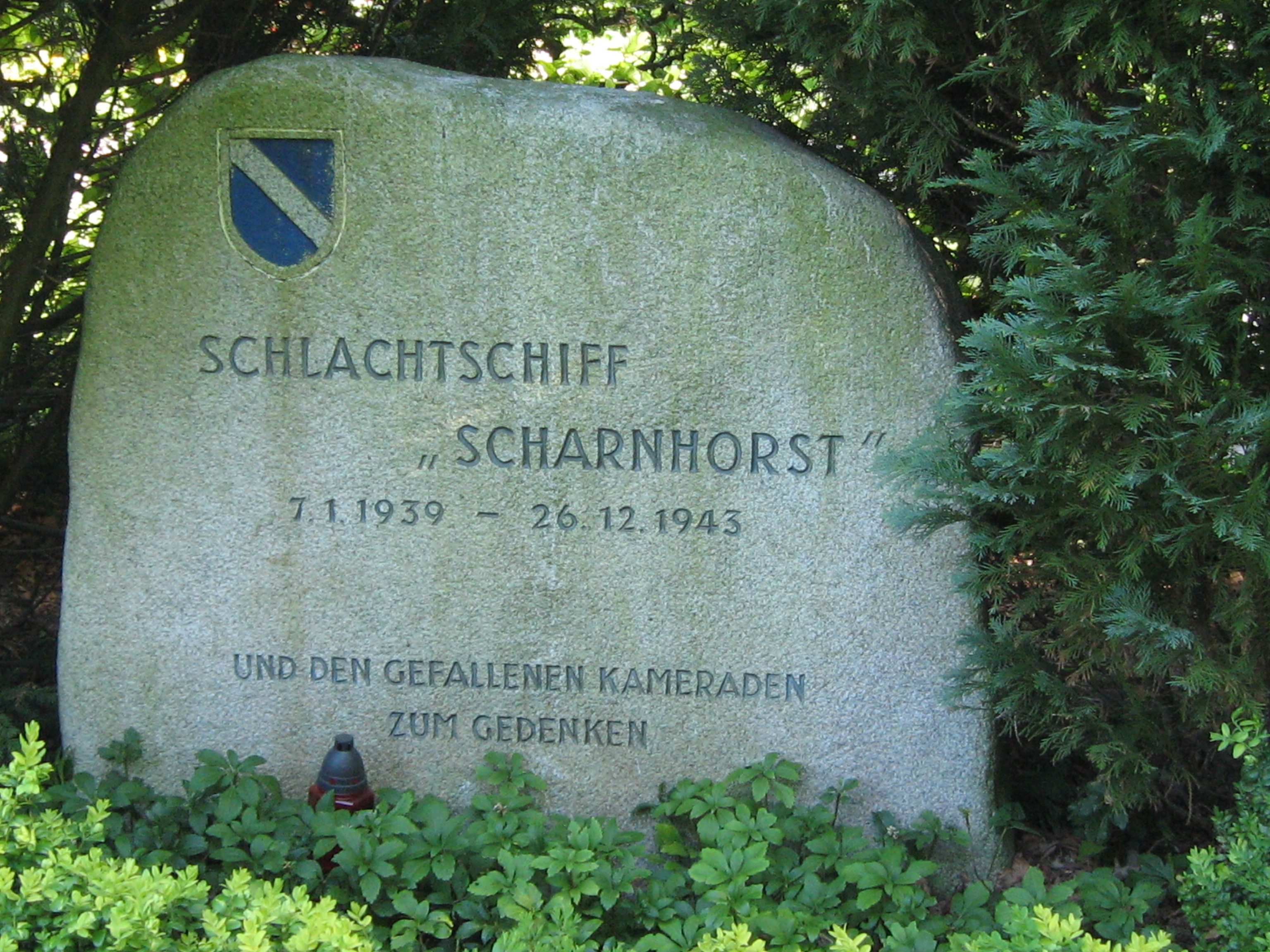
沙恩霍斯特号船员纪念碑，位于威廉港的荣誉公墓

2000年9月，英国广播公司（BBC）、挪威广播公司（NRK）和挪威皇家海军开启联合寻找沉没战列舰的探险。由挪威国防研究院操作的水下勘探船斯维德鲁普二号（Sverdrup II）用作对海底实施扫描。在找到一个大型的水下物体后，研究人员随即搭乘挪威皇家海军的水下回收船提尔号对该物体进行视觉检查。9月10日，一艘遥控潜水器对残骸完成正面识别，发现了与沙恩霍斯特号一致的武器。该舰沉没在大约290米深的水下。舰体倒置在海床上，包括主桅杆和测距机在内的碎片散落在残骸周围。炮弹和鱼雷造成的巨大破坏是显而易见的；舰艏被炸断，大概是由于前炮塔的弹药舱爆炸所造成，它位于与舰体余部尚有一段距离的一堆缠结钢铁中。